# Варнице (гмина)
Варнице (пол. Warnice) — сельская гмина (уезд) в Польше, входит как административная единица в Пыжицкий повет, Западно-Поморское воеводство. Население — 3603 человека (на 2005 год).